# Сарагоський університет
41°38′31″ пн. ш. 0°54′05″ зх. д. / 41.6420639° пн. ш. 0.9015065° зх. д.
Сарагоський університет (ісп. Universidad de Zaragoza,араг. Universidat de Zaragoza) — один із найстаріших університетів Іспанії, розташований в Сарагосі, столиці автономної спільноти Арагон.
Сарагоський університет є єдиним державним університетом у регіоні. У ньому навчаються понад 40 000 студентів на 22 факультетах. Діяльність університету поширюється на три провінції Арагона, з кампусами та дослідницькими центрами в Теруелі, Уесці та Сарагосі.

## Історія
Вважається, що університет виник на базі церковних шкіл, відкритих у Сарагосі ще у VII столітті єпископом Брауліо, який є святим покровителем університету. За іншими даними, початкова школа була створена і фінансувалася місцевою церквою з XII століття. У XIV столітті вже в середньому навчальному закладі викладали тривіум, квадрівіум і можна було здобути ступінь бакалавра .
У XV столітті з ініціативи арагонського принца Фердинанда Католика, натхненого історією створення Паризького університету шляхом злиття кількох церковних шкіл в одну, і за дорученням папи римського Сикста IV від 13 грудня 1474 року, школа набуває статусу «universitas magistrorum», який був ратифікований самим Сікстом IV лише 1 грудня 1476 року та королем Арагона Хуаном II 25 січня 1477 року. Але різні обставини затримали фактичне відкриття об'єднаної школи.
10 вересня 1542 року на вимогу членів Ради Сарагоси король Карлос I на кортесі в Монсоні (ісп. Cortes de Monzón) підписав привілей, що підвищував статус школи вільних мистецтв Сарагоси до університету з вивчення всіх дисциплін: від медицини та богослов'я до громадянського права, медицини та філософії. Цей статус був підтверджений 6 березня 1554 буллою Юлія III і 28 квітня 1555 Папою Павлом IV. Проте прийом студентів та початок навчання було знову затримано майже на тридцять років: через розбіжності між архієпископством та навчальною радою щодо призначення ректора, претензії Уески проти заснування університету саме в Сарагосі, труднощі з отриманням фінансування від Арагона та міської ради. 3 вересня 1582 року пріор собору Сан-Сальвадор Педро Сербуна , майбутній єпископ Тарасони, вніс необхідні кошти на ремонт будівель колишньої школи.
Закінчивши будівельні роботи, затвердивши статут та найнявши перших професорів, 20 травня 1583 року Сербуна отримав подяку за виконану роботу від міської ради Сарагоси. Побоюючись втручання короля, рада таємно призначила першого ректора. Філіп II був повідомлений про факт призначення постфактум, що викликало хвилю невдоволення новим університетом. Однак пріор домініканського монастиря Сарагоси Херонімо Ксав'єрре, майбутній генеральний магістр ордена проповідників і кардинал, висвячений папою Павлом V, дав вступну лекцію, таким чином розпочавши викладацький процес у Сарагосі 24 травня 1583 року. Після цього Ксав'єрре став невтомним захисником нового університету при дворі .

## Сучасний стан
Університет Сарагоси є центром технологічних інновацій у долині Ебро і має великий авторитет серед іспанських, європейських та міжнародних університетів, з якими співпрацює. Загалом навчання проходять близько 40 000 студентів, викладацький склад становить близько 3000 фахівців та професорів різних спеціальностей, а адміністративно-технічний персонал – близько 2000 осіб.

### Кампуси
Університетські кампуси розташовані у всіх трьох провінціях автономної спільноти Арагона: Теруеле, Уесці та Сарагосі. Основний кампус знаходиться в Сарагосі, з 1985 року були відкриті додаткові в Теруелі та Уесці.

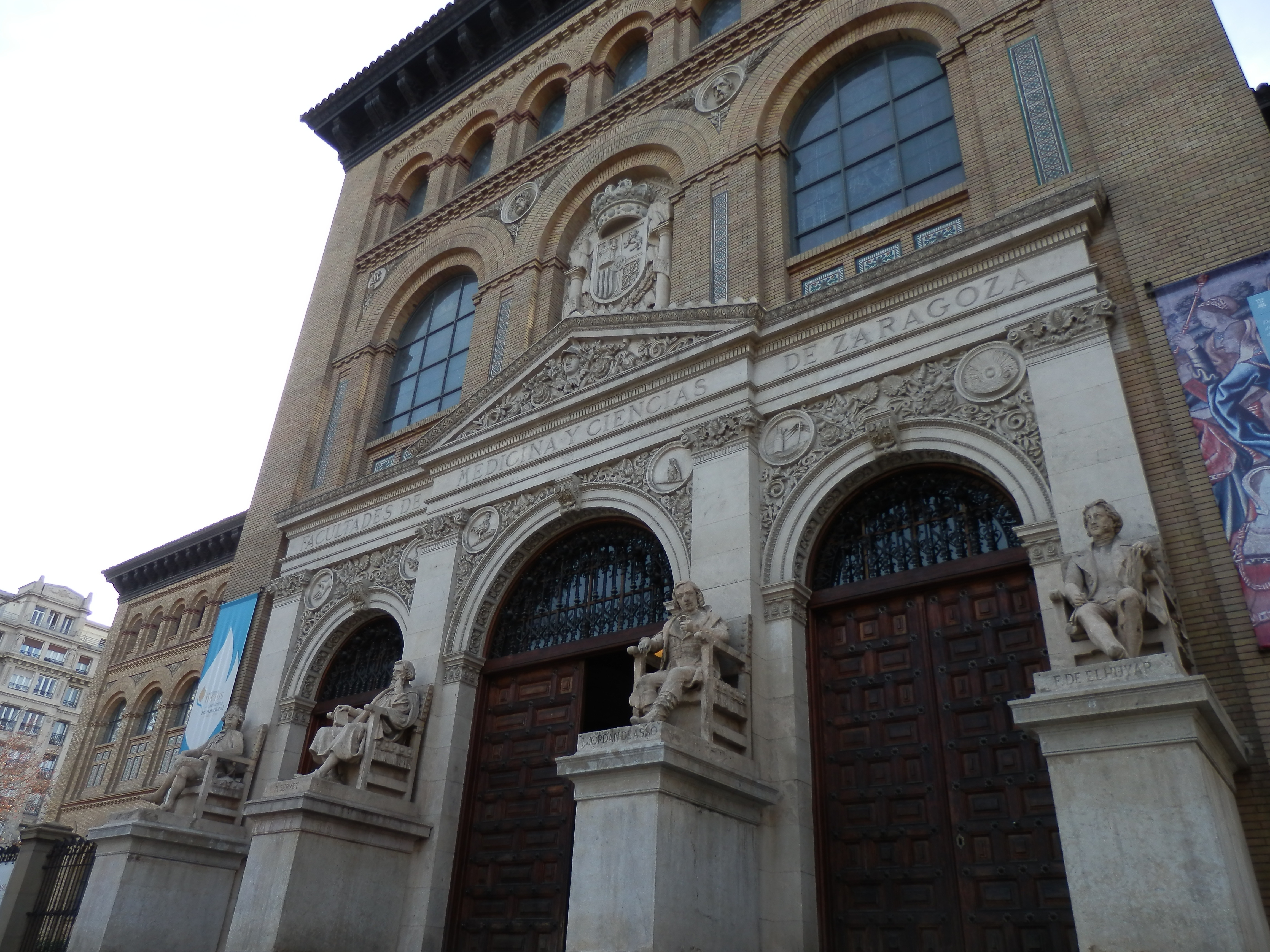
Скульптури вчених на фасаді Паранінфо (Аудиторії Університету Сарагоси)

Сарагоський кампус складається з 5 частин, розосереджених по місту :
- На площу Святого Франциска (ісп. Plaza de San Francisco) виходить брама основного та найбільшого університетського містечка Сарагоси (Ciudad Universitari або іноді на ім'я площі). Тут зосереджено більшість коледжів та адміністративних відділів університету. Тут розташована одна з найзначніших споруд університету — Паранінфо[es], комплекс будівель, призначених для факультету медицини та ради директорів університету. Паранінфо було збудовано в 1893 році за проектом архітектора Рікардо Магдалени[es] . Фасад будівлі прикрашають чотири скульптури відомих лікарів та вчених, пов'язаних із Сарагоським університетом: Андреса Пікер-і-Арруфата, Мігеля Сервета, Хордана Ассо та Фаусто Елюара. Також на фасаді є медальйони із зображенням інших вчених. В даний час в Паранінфо розташовуються навчальні аудиторії, виставковий зал та університетська бібліотека.
- Ріо Ебро;
- Пласа де Базіліо;
- Факультет туризму;
- Ветеринарний факультет

У місті Уеска, що за 75 кілометрів на північний схід від Сарагоси, розташовані кілька коледжів університету, зокрема Політехнічна школа, факультети охорони здоров'я та спорту, гуманітарних наук та освіти, економіки та управління, а також афілійована школа сестринської справи та акушерства при лікарні Сан-Хорхе
У Теруелі, що за 170 кілометрів на південь від Сарагоси, розташований Технічний коледж, де вивчають комп'ютерну інженерію та споріднені дисципліни, а також факультет гуманітарних та соціальних наук та афілійована школа сестринської справи та акушерства при лікарні Єпископа Поланко.